# Astrid Carolina Herrera
Astrid Carolina Herrera Irrazabal (23. lipnja 1963., Caracas) je venezuelanska glumica. Bila je Miss svijeta 1984. godine. Također je osvojila i brojne nagrade za glumu u Venezueli i Južnoj Americi.

## Telenovele
1. 2011.: La viuda joven Ivana Humboldt de Calderón
2. 2007.: Aroz con leche Abril Lefebvre
3. 2004.: Sabor a ti Raiza Alarcón de Lombardi
4. 2003.: Engañada Yolanda
5. 2002.: La mujer de Judas Altagracia Del Toro
6. 2001.: Secreto de amor Yesenia Roldán
7. 2000.: Amantes de luna llena Perla Mujica "La Perla"
8. 1995.: El manantial Eva María Sandoval
9. 1993.: Morena Clara Clara Rosa Guzmán
10. 1992.: Divina obsesión Altaír Terán Pantoja
11. 1992.: Las dos Dianas Jimena
12. 1992.: La loba herrida Isabel / Álvaro / Lucero
13. 1990.: Emperatriz Endrina / Eugenia
14. 1989.: La pasión de Teresa Teresa
15. 1988.: Abigail Amanda
16. 1988.: Alma mia Alma
17. 1987.: Mi amada Beatriz Estefanía